# Bohuš Pavel Alois Lepař
Bohuš Pavel Alois Lepař (9. prosince 1854 Znojmo – 2. dubna 1927 Praha) byl český právník, novinář a spisovatel. Specializoval se na trestní právo. Pracoval nejprve ve věznicích Kartouzy a Plzeň-Bory, později v obecní samosprávě, jako tajemník poslaneckého klubu a státní úředník. Redigoval deník Moravská orlice a vydával odborný časopis Naše obec. Publikoval odborné a populární texty, v nichž přibližoval českým čtenářům právní úpravu v jiných zemích. Vystupoval i pod pseudonymem Pravdoslav Lipňanský (stejně jako jeho otec).

## Život
Byl synem známého pedagoga Jana Lepaře. Po absolvování právnické fakulty v Praze a Krakově získal místo v kartouzské trestnici (ve Valdicích). Odtud přešel na Bory a po čase se znovu vrátil do Valdic. Jako člen mezinárodní jednoty trestního práva se seznámil se zahraničními odborníky a poznal věznice v dalších evropských zemích. Když zjistil, že jeho návrhy na reformy nenacházejí u rakouské vlády pochopení a že je v kariérním postupu znevýhodňován oproti německy mluvícím kolegům, odešel z vězeňské služby a stal se tajemníkem městského úřadu v Červeném Kostelci. Od roku 1904 vykonával obdobnou funkci v Příboře. Zapojil se do organizace starostovských sborů na Moravě a stal se jednatelem jejich ústředí v Brně. Vedl tam také sekretariát Národního klubu a určitou dobu redigoval deník Moravská orlice. Pro potřeby obecních samospráv vydával odborný časopis Naše obec.
Později odjel do Vídně, kde pracoval jako tajemník Slovanské jednoty a Jednotného českého klubu (poslanců v Říšské radě).
Po vzniku Československa získal místo jako přednosta pozemkového, později tiskového odboru Zemského úřadu pro péči o válečné poškozence. Tuto funkci zastával do odchodu do důchodu.
Zemřel po čtyřměsíční nemoci, v úplné chudobě. Pohřben byl na Malvazinkách.

### Kontroverze
- V roce 1878 byl jako student práv členem komise Akademického čtenářského spolku pro výběr kustoda. Počátkem roku se na něj obrátil železniční úředník František Petránek se žádostí, aby podpořil kandidaturu svého bratrance pana „V. Z“. Když Lepař poukázal na platná pravidla, nabídl mu p. Petránek za přímluvu částku 100 zlatých, později zvýšenou na 150 a 200, což Lepař odmítl. Následujícího dne se za ním vydal sám pan Z. a předal mu dvě obálky – v jedné doporučení, v druhé 100 zlatých. Protože pan Z. v rychlosti odešel dříve, než Lepař otevřel druhou obálku, napsal Lepař panu Petránkovi 1. března doporučený dopis, v němž jej vyzval k převzetí této částky, a odjel z Prahy. Mezitím byl kustodem ustanoven jiný kandidát (hlásilo se jich šedesát). Když se Lepař 16. března vrátil, zjistil, že se o něm povídá, že se nechal od pana Z. podplatit. Ihned se s pány Petránkem i Z. setkal a vrátil jim 100 zlatých. Oba mu také písemně prohlásili, že spolu nikdy předtím nic neprojednávali, což nebyla pravda. Aby se věc veřejně vyjasnila, uveřejnil Lepař v Národních listech inzerát, v němž celou záležitost popsal, označil pana Petránka za lháře a překrucovatele fakt a vyzval jej, pokud s touto charakteristikou nesouhlasí, aby na něj podal trestní oznámení. Tím aféra skončila.[6]
- Na přelomu let 1880–81 prohlásil Lepař v pražské restauraci na adresu rytíře Steffka, velitele ostrostřelců, že kdyby měl čest v těle, musel by odstoupit z funkce. Přítomný obchodník Kerschbaum se rozhodl hájit Steffkovu čest, odcházejícího Lepaře sledoval a nechal jej na ulici zadržet strážníkem. Záležitost vedla ke dvěma soudním žalobám pro urážku na cti: Steffek proti Lepařovi a Lepař proti Kerschbaumovi. Lepař vyšel z obou vítězně — Steffek svou žalobu stáhl,[7] Kerschbaum byl odsouzen k pokutě 25 zlatých.[8]

## Dílo
Lepař byl ve své době jediný literárně činný vězeňský praktik. Psal články s právnickou tematikou do novin a časopisů. K jeho příspěvkům patří:
- Ochranné prostředky proti žebrákům a tulákům v Belgii (Zlatá Praha, 20. července 1894)[9]
- Trestnictví v Japonsku a Číně (Zlatá Praha, na pokračování 11., 18. a 25. ledna 1895)[10]
- Něco o turecké justici (Národní listy, na pokračování 7., 9. a 21. října, 6. a 10. listopadu 1911)[11]
- Dějiny a platnost portugalského trestního práva (Národní listy, 13. ledna 1912)[12]
- Bude Dalba popraven? (Národní listy, 19. března 1912). Článek reaguje na pokus o atentát na italského krále Viktora Emanuela III., který spáchal anarchista d’Alba. Autor popisuje vývoj italského trestního práva a vysvětluje, že ani pachatel královraždy nemůže být popraven, protože Itálie do roku 1889 zrušila na celém území trest smrti.[13]
- Východní otázka (Národní listy, 18. října 1912). Autor se zabývá problematikou výbušných politických poměrů na Balkáně v souvislosti s úpadkem Osmanské říše.[14]
- Cikáni metla venkova (Národní listy, 20. ledna 1913).[15] Příspěvek reaguje na stejnojmenný článek, v němž písecký soudce Štěpán Zimmermann popisoval praktické problémy při trestním stíhání kočovných romských zlodějů.[16] Oproti Zimmermannovi, který prosazoval hlavně zpřísnění trestů, doporučoval Lepař důsledné využívání daktyloskopie a antropometrie (bertillonage).[17] (Diskuse později pokračovala.)[18]

Knižně vydal:
- Historické hovory o našem Slezsku (1881)
- Oktroyované vasalství (1885) — historická práce, vyvracející některé mýty o vazalském postavení českého krále vůči německému císaři[20]
- Hollandské kolonie pro žebráky a tuláky (1890) — Autor popisuje a chválí nizozemské státní kolonie nucených prací, v nichž žebráci a vagabundi provádějí meliorace, obdělávají půdu a věnují se řemeslům; důrazem na práci a svépomoc se zbavují závislosti na almužnách. Holandská společnost tak podle jeho názoru nalezla řešení obtížného letitého problému.[21]
- Hanikiada ze starých dobrých časů (1924)
- Zločinný abbé (1924)

Překládal také práce Aloise Jiráska do němčiny, například román Psohlavci pod názvem Chodische Freiheitskämpfer.